# Маскарад (фільм, 1985)
«Маскарад» — радянський телефільм-балет, поставлений кінорежисером Феліксом Слідовкером і режисерами-балетмейстерами Наталією Риженко і Віктором Смирновим-Головановим в 1985 році на творчому об'єднанні «Екран» (СРСР). Екранізація однойменного балету на музику Арама Хачатуряна. Лауреат головного призу фестивалю телевізійних фільмів «Злата Прага».

## Історія
Прем'єра балету «Маскарад», заснованого на сюжеті однойменної драми Михайла Лермонтова, відбулася 4 квітня 1982 року в Одеському державному театрі опери і балету. Для партитури вистави композитор Едгар Оганесян використовував музику свого вчителя Арама Хачатуряна. Балет був поставлений в традиціях радянської хореодрами, хореографія побудована на змішуванні класичних балетних рухів і сучасного (для СРСР того часу) танцю. 
У 1985 році на основі вистави був знятий фільм-балет, удостоєний головного призу на Міжнародному конкурсі телевізійних фільмів «Злата Прага».

## У ролях
- Микита Долгушин —  Євген Арбенін
- Світлана Смирнова —  Ніна
- Сергій Баранов —  князь Звездич
- Наталія Баришева —  баронеса Штраль
- Олександр Кореньок —  Шпріх
- Рафаель Авнікян —  Невідомий
- В епізодах — артисти Одеського театру опери і балету

## Знімальна група
- Режисер: Фелікс Слідовкер
- Балетмейстери-постановники: Наталія Риженко, Віктор Смирнов-Голованов
- Лібрето: Лідія Вільвовська, Михайло Долгополов, Наталія Риженко, Віктор Смирнов-Голованов
- Музична композиція і редакція: Едгар Оганесян
- Оператор: Георгій Рерберг
- Художник: Ілля Глазунов
- Художник по костюмах: Ніна Виноградова-Бенуа

## Музиканти
- Хор і оркестр Єреванського театру опери та балету ім. А. Спендіарова
- Диригент А. Тер-Восканян